# Bornholmer scheepvaart

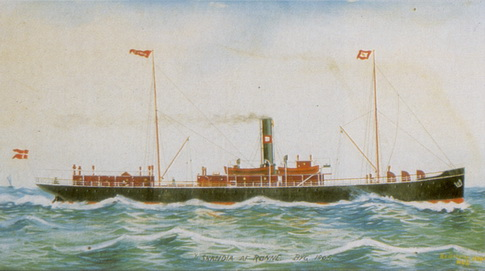
S/S Skandia uit 1905.

De Bornholmer scheepvaart is door de eeuwen heen van essentieel belang geweest voor het Deense eiland Bornholm in de Oostzee.
Sinds de Noordse Oorlogen (1700-1721) heeft er op de Oostzee vrede geheerst met uitzondering van de conflicten met Engeland in het begin van de negentiende eeuw en tijdens de Tweede Wereldoorlog. Dat is een basisvereiste voor een bloeiende handel en welvaart.
De achttiende eeuw bracht voorspoed op het eiland. Door de ligging van het eiland waren er goede afzet mogelijkheden naar zowel Denemarken, Duitsland als Zweden. Het aantal schippers groeide net als de omvang van de vloot zeilschepen. Hierdoor konden de boeren, handwerkers, handelslieden en vissers een redelijk stabiele economie opzetten.

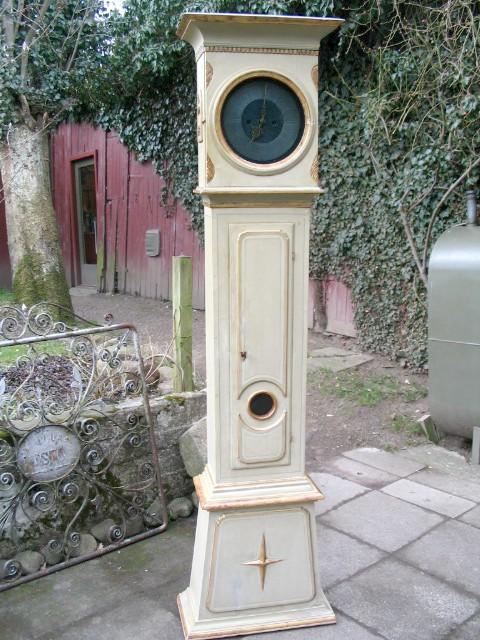
Bornholmse klokken werden tussen 1745 en 1900 vervaardigd

Belangrijke producten van het eiland waren onder andere: Bornholmer klokken, keramiek, aardewerk, kaolien (porseleinaarde) en zuivelproducten. De textielindustrie zorgde ervoor dat ook de vrouwelijke bevolking een beduidend aandeel aan de uitvoer van het eiland kon leveren. De jacht op zeerobben en zeehonden leverde een levendige handel in traan op, die onder andere gebruikt werd voor straatverlichting. De traanhandel hield echter in 1863 op te bestaan. De schepen werden hierna als vrachtschepen ingezet.
Rønne bezat reeds vroeg in de achttiende eeuw een relatief grote handelsvloot die deze waren transporteerde. In 1740 werd er daarom door 13 schippers een gilde gesticht. In 1766 was de vloot uitgegroeid tot 19 vaartuigen. Dat dit een bloeiperiode voor de Bornholmers was blijkt onder andere uit de vele koopmanshuizen die rond het jaar 1800 werden gebouwd. In 1826 bestond de vloot uit een brik, twee schoeners, dertig jagers, een galei, een smak en negen jachten. De handelsvloot was het grootst in 1870.

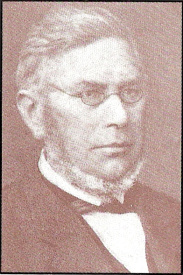
Procurator H.P. Lund.

Tot aan 1856 was men afhankelijk van handelsschepen voor een verbinding naar Kopenhagen. In 1857 werd er een veerdienst tussen Rønne en Kopenhagen opgericht. De schroefstoomboot Merkur zou de verbinding in de zomermaanden onderhouden, terwijl goederenschepen (pakketterne genaamd) de wintermaanden voor hun rekening namen. De Merkur was echter niet geschikt voor de stijgende behoefte aan transport en moest ook regelmatig in de haven worden gesleept omdat het een slecht manoeuvreerbaar schip was. Een aantal vooraanstaande Bornholmers, waaronder procurator H.P. Lund, zag dat in en zij namen het initiatief om zelf een bedrijf op te zetten. De Dampskibsselskabet paa Bornholm af 1866 A/S werd op 14 februari 1866 opgericht. De schepen van deze rederij kwamen al snel bekend te staan als De '66 schepen.
In Nexø zag men het nut in van een eigen rederij om de concurrentie met Rønne aan te kunnen gaan. Het Aktieselskabet Det østbornholmske Dampskibsselskabet werd opgericht in 1876 maar pas het jaar daarop werd het eerste schip, Erna genaamd, in gebruik genomen.
Beide rederijen kwamen in 1978 in handen van de Deense staat. De bestaande Dampskibsselskabet paa Bornholm af 1866 A/S werd omgezet in Bornholmstrafikken.
Per 1 oktober 2010 werd Bornholmstrafikken hernoemd naar BornholmerFærgen. Færgen (ook "DanskeFærgen") is de overkoepelende organisatie die naast BornholmerFærgen ook AlsFærgen, FanøFærgen, LangelandsFærgen en SamsøFærgen bezit. Het hoofdkantoor van Færgen is gevestigd in het gebouw van BornholmerFærgen op de haven van Rønne.

## Scheepsrampen nabij Bornholm
- Friedland, een schip uit Sassnitz strandt op 4 januari 1953 op de oostkust van Bornholm. 5 mensen komen om het leven.